# Hermya albomicans
Hermya albomicans är en tvåvingeart som beskrevs av Malloch 1931. Hermya albomicans ingår i släktet Hermya och familjen parasitflugor. Inga underarter finns listade i Catalogue of Life.